# Баюково
Баю́ково (тат. Баек) — село в Муслюмовском районе Республики Татарстан, административный центр Баюковского сельского поселения.

## География
Село находится на границе с Республикой Башкортостан, в 38 км к юго-востоку от районного центра — села Муслюмово.

## История
Село известно с 1728 года. В дореволюционных источниках упоминается также под названием Байково. Под названием Баиково селение отображено на карте Уфимской провинции 1755 года, вошедшей в атлас И.Красильникова.
В XVIII–XIX веках жители относились к категории тептярей. В материалах 3-й ревизии (1762 год) здесь были учтены 37 душ мужского пола, входивших в команду старшины Минея Бекбовова. Основными  занятиями населения являлись  земледелие и скотоводство, были распространены тележный и санный промыслы, пчеловодство.
По сведениям 1870 года, в селе функционировали мечеть (1862 год) и 2 водяные мельницы. В 1880-х годах земельный надел сельской общины составлял 1113,7 десятин.
До 1920 года село входило в Амикеевскую волость Мензелинского уезда Уфимской губернии. С 1920 года в составе Мензелинского кантона ТАССР. С 10 августа 1930 года – в Муслюмовском, c 1 февраля 1963 года – в Сармановском, с 12 января 1965 года в Муслюмовском районах.
В 1924 году открыта начальная школа, в 1940 году преобразована в семилетнюю (в 1972 году построено новое здание), в 2014 году – в среднюю, позже в неполную среднюю.
В 1931 году в селе организован колхоз «Ударник», в 1949 году переименован в колхоз имени Ворошилова, в 1954 году вошел в состав объединённого колхоза «Урал». С 1994 года коллективное предприятие «Урал».

## Население
| 1859 | 1870 | 1884 | 1897 | 1905 | 1913 | 1926 | 1938 | 1949 | 1958 | 1970 | 1979 | 1989 | 2002 | 2010 | 2017 |
| ---- | ---- | ---- | ---- | ---- | ---- | ---- | ---- | ---- | ---- | ---- | ---- | ---- | ---- | ---- | ---- |
| 335  | 385  | 453  | 769  | 773  | 962  | 803  | 930  | 702  | 779  | 850  | 711  | 477  | 433  | 419  | 381  |

Национальный состав села: татары.

## Экономика
Жители занимаются полеводством, мясо-молочным скотоводством.

## Инфраструктура
В селе действуют неполная средняя школа, библиотека, дом культуры (в 1970 году построено новое здание), детский сад (1971 год), фельдшерско-акушерский пункт. При доме культуры работают хореографический коллектив «Шатлык», хоровой коллектив «Сандугач», театральный коллектив «Очкын» (все – с 2009 года).
В селе обустроен «Святой родник» (2007 год).

## Религия
Мечеть «Хасан» (с 1996 года).

## Известные люди
- Ш. Г. Зигангирова (р. 1951) – писательница, заслуженный деятель искусств Республики Татарстан, почётный гражданин Муслюмовского района
- И. С. Набиуллина (р. 1958) – писательница, журналист
- Д. З. Хамадишин (р. 1959) – генерал-лейтенант, заслуженный юрист Республики Татарстан, почётный сотрудник Министерства внутренних дел России и Республики Татарстан, почётный гражданин города Набережные Челны